# Gustavo Fuentealba
Gustavo Nicolás Fuentealba Tobar (n. Coronel, Chile, 31 de octubre de 1994) es un futbolista chileno. Juega de arquero y actualmente se encuentra en Deportes Linares  de la Segunda división de Chile. Es uno de los pocos jugadores que han jugado en todas las divisiones del fútbol chileno.

## Clubes
| Club                       | País  | Año       |
| -------------------------- | ----- | --------- |
| Lota Schwager              | Chile | 2013-2016 |
| Arturo Fernández Vial      | Chile | 2017      |
| Independiente de Cauquenes | Chile | 2018      |
| Deportes Vallenar          | Chile | 2019      |
| Colegio Quillón            | Chile | 2019      |
| Deportes La Serena         | Chile | 2019-2020 |
| Deportes Puerto Montt      | Chile | 2021      |
| Deportes La Serena         | Chile | 2022      |
| Unión Compañías            | Chile | 2024      |
| Deportes Linares           | Chile | 2024-act  |